# Provócame (canción)
"Provocame" es una canción y el primer sencillo lanzado para el sexto álbum de estudio del mismo nombre del cantante y compositor boricua Chayanne. Su lanzamiento fue principios del mes de junio el año 1992 por la discográfica Sony Music. Además está canción es la más exitosa  y la más conocida del cantante.
La canción es una versión al español de la canción Nobody Else del cantante neerlandés René Froger con letra original de John Van Katwik y Marcel Schimscheimer.

## Videoclip
Se grabó en 1993 y se muestra al cantante en una presentación en vivo que realizó en un festival de televisión.

## Lista de canciones

### Sencillo - CD[7]
| Provócame — Single |             |          |  |
| N.º                | Título      | Duración |  |
| 1.                 | «Provócame» | 4:09     |  |